# Карани-Хоба (пещера)
Карани-Хоба (укр. Карані-Хоба), также Караки-Хоба другие названия Каракас-Коба, Харанлых-Хоба (от тюркского карани, каранлик — темнота) — карстовая пещера, расположенная в северной части Караби-яйлы в 3 километрах к западу от горы Кубриали-Кыр. 

## Описание
По-тюркски «караны, каранлык» — тьма, мрак, мгла, «хоба, коба» — пещера; а «каракас», по-видимому, племенное название, возможно, в давние времена тут было стойбище этого рода (у северо-восточных отрогов Караби лежит страна напеев — одного из племён тавров, этого древнейшего народа Крыма).
Пещера расположена в северной части яйлы в 3-х километрах к западу от горы Кубриали-Кыр.Имеет одну крупную залу с входом через дно провальной воронки.  Зал в пещере имеет длину 75 м и ширину 40 м. Форма зала напоминает огромную перевернутую чашу. В начале XX века А. А. Крубер объяснял эту форму «сильным гидростатическим давлением». Один из немногих источников воды на плато. В пещере есть несколько ванночек с чистой водой.